# Xiang Fenglan
Xiang Fenglan (en chino: 向凤兰; 1973) es una deportista china que compitió en halterofilia. Ganó una medalla de oro en el Campeonato Mundial de Halterofilia de 1997, en la categoría de 70 kg.

## Palmarés internacional
| Campeonato Mundial | Campeonato Mundial     | Campeonato Mundial | Campeonato Mundial |
| Año                | Lugar                  | Medalla            | Categoría          |
| ------------------ | ---------------------- | ------------------ | ------------------ |
| 1997               | Chiang Mai (Tailandia) | Medalla de oro     | 70 kg              |